# Italic Recordings
Italic Recordings ist ein deutsches Musiklabel.

## Geschichte
Das Label wurde 1999 von Marc Knauer und Stefan Schwander in Köln gegründet. Im Jahr 2008 zog es nach Berlin. Für den angeschlossenen Italic Musikverlag wurde 2011 ein Administrationsvertrag mit Budde Music aufgesetzt.

## Veröffentlichungen (Auswahl)
- 2003: Little Annie & The Legally Jammin' – Little Annie & The Legally Jammin’
- 2007: Einmusik – de' Medici
- 2007: Popnoname – White Album
- 2008: Popnoname – Surrounded by Weather
- 2009: Kreidler – Mosaik 2014
- 2010: Von Spar – Foreigner
- 2011: Stabil Elite – Douze Pouze
- 2014: Von Spar – Streetlife
- 2016: Stabil Elite – Spumante
- 2023: Philipp Johann Thimm – Birds Singing Till The World Ends
- 2023: Philipp Johann Thimm – Wer wir sind (Original Soundtrack)